# Primera escuela de Silesia
La Primera escuela poética de Silesia es un grupo de poetas del Barroco alemán formado por Martin Opitz (1597-1639), Paul Fleming (1609-1640), Simon Dach (1605–1659), Friedrich von Spee (1591-1635), el himnógrafo Paul Gerhardt (1607-1676), Friedrich von Logau (1604-55) y el gran Johann Scheffler (1624 - 1677), místico católico más conocido como Angelus Silesius. Una figura aislada, y en cierto modo contrapuesta a esta escuela, representa por otra parte Andreas Gryphius (1616-1664) 
El teórico principal del grupo fue Martin Opitz, quien dignificó la lengua alemana a través de sus ensayos críticos y renovó la métrica a través de su Libro de la poesía alemana (Buch von der deutschen Poeterey, 1624), en que recomendó el empleo del verso alejandrino para la lírica, que permaneció durante largo tiempo como la forma de verso más importante en alemán, así como la métrica acentual. Con algo de retraso llegaron así el petrarquismo y la bucólica pastoril a la literatura alemana.